# Escut de Murla
L'escut de Murla és un símbol representatiu oficial de Murla, municipi del País Valencià, a la comarca de la Marina Alta. Té el següent blasonament:
| « | Partit i mig truncat. Primer, d'or el castell de gules. Segon, d'argent, la Creu de Sant Jaume de gules. Tercer, de gules, el creixent d'argent. Al timbre Corona Reial tancada. | » |

## Història
L'escut s'aprovà per Ordre de 30 de gener de 1989, de la Conselleria d'Administració Pública, publicada en el DOGV núm. 1.015, de 28 de febrer de 1989.
El castell recorda l'antic palau fortalesa sobre el qual es va construir l'església parroquial de Sant Miquel. Al costat, els senyals que indiquen el passat històric de la vila, lloc mixt de cristians i moriscos fins a l'expulsió d'aquests darrers a començament del segle xvii.